# Ticoplinae
Ticoplinae (=Nanomutillinae Suárez, 1975) — подсемейство ос-немок (Бархатные муравьи, Velvet ants) из семейства Mutillidae отряда Перепончатокрылые насекомые.

## Распространение
В Палеарктике 4 рода и 6 видов. В Европе 4 вида.

## Систематика
Состоит из 2 триб. Первоначально было установлено как подсемейство Ticoplinae в составе семейства ос Hetrogynidae (Heterogynaidae по решению МКЗН) для описанного только по самцам рода (=Ticopla Nagy, 1970, а в 1975 перенесено в семейство Mutillidae (Brothers, 1975) с добавлением ещё трёх родов. Одновременно, и род Nanomutilla André, 1900 был выделен в своё подсемейство Nanomutillinae (Suarez, 1975). Окончательный на сегодня состав группы установлен в 2002 году.
- Триба Ticoplini
  - Areotilla Bischoff, 1920
  - Nanomutilla André, 1900 (=Ticopla Nagy, 1970, синонимизация по[1])
- Триба Smicromyrmillini
  - Cameronilla Lelej & Krombein, 2001
  - Hindustanilla Lelej & Krombein, 2001
  - Smicromyrmilla Suárez, 1965